# Per Eckerdal

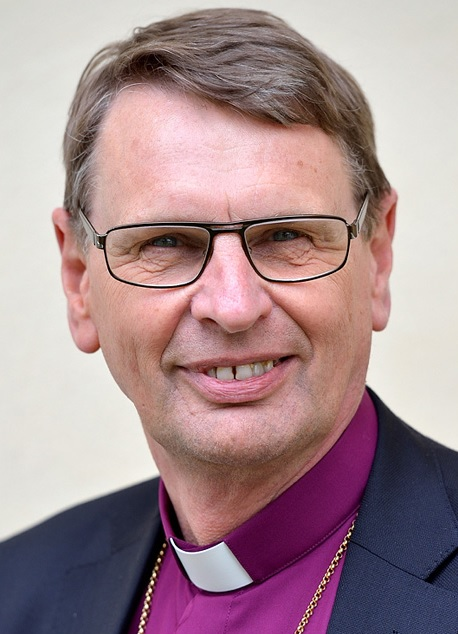
Per Hugo Eckerdal (2013)

Per Hugo Eckerdal (* 31. März 1951 in Östad, Västergötland) ist ein schwedischer ehemaliger Bischof der lutherischen Schwedischen Kirche. Er war von 2011 bis 2018  der 23. Bischof von Göteborg seit 1665.

## Leben
Per Eckerdal, der als Pfarrerssohn in Göteborg aufwuchs, studierte Theologie und wurde 1975 ordiniert. Er arbeitete von 1975 bis 1977 als Pastor in Kortedala und war von 1977 bis 1982 stiftsadjunkt der Diözese Göteborg. Pastor in Älvsåker / Tölö war er von 1982 bis 1990. Danach arbeitete er von 1990 bis 2008 als Geschäftsführer der Diakonie in Bräcke. Im Jahre 1992 wurde er zum Doktor der Theologie promoviert, seine Dissertation handelte von Småkyrka in der Großstadt. Seit 2008 ist er Vorsitzender der Diakonie Bräcke. In Bräcke koordinierte er die Ausbildung der Diakonissen und Diakone sowie die Arbeit in der Gesundheits- und Sozialpflege an mehreren Standorten in Schweden. Eckerdal war auch Vorsitzender des Famna, des schwedischen Handelsverbandes für Non-Profit-Organisationen und Sozialwesen, sowie stellvertretender Vorsitzender der Arbeitgeber-Allianz im Bereich der gemeinnützigen Arbeitgeberorganisation.
Eckerdal wurde im März 2011 zum Bischof von Göteborg gewählt und empfing am 4. September 2011 die Bischofsweihe. Er trat 2018 in den Ruhestand, seine Nachfolgerin wurde Susanne Rappmann.
Eckerdal ist verheiratet mit Monica Eckerdal, er hat vier Kinder und zwei Stiefkinder sowie sechs Enkelkinder.
Sein älterer Bruder Lars Eckerdal amtierte von 1991 bis 2003 ebenfalls als Bischof von Göteborg.

## Veröffentlichungen
- Småkyrka i storstad : småkyrkorörelsen i Göteborg 1946-1970 : en studie av kyrklig strategi i en växande storstad. Dissertation, 1992.